# Adora
Park Soo-hyun, dite Adora (en coréen : 박수현, dite 아도라), née le 25 septembre 1997, est une chanteuse auteure-compositrice et productrice de musique sud-coréenne. Elle a fait ses débuts en tant que soliste le 5 novembre 2021 avec le single digital Make U Dance en collaboration avec Eunha de Viviz.

## Biographie

### Jeunesse
Adora nait le 25 septembre 1997 et a grandi dans la région de Séoul.
Elle chante et écrit des chansons dès son plus jeune âge. L'une de ses premières compositions est un hommage au groupe Highlight qu'elle écrit en 2011 à l'âge de 13 ans.

### Carrière

#### 2012-2014: premiers pas
En 2012, à l'âge de 14 ans, elle rejoint le label Stardom Entertainment en tant que stagiaire. Elle s’entraine avec Topp Dogg et co-composé la chanson Playground de leur premier EP Dogg's Out sorti en 2013.
Elle quitte la société pour des raisons inconnues puis rejoint Music K Entertainment en 2014 et s'entraîne avec les membres de The Ark mais ne fait pas partie de la formation finale du groupe.

#### Depuis 2016: productrice de musique, débuts en solo
En 2016, elle postulé au projet d'audition Next New Creator de Big Hit Music et est sélectionnée pour rejoindre le label la même année. Son premier crédit professionnel d'écriture de chansons sous le nom d'Adora débute avec le titre Interlude : Wings sur l'album Wings de BTS en 2016, et les singles Spring Day et Not Today sur leur repackage You Never Walk Alone en 2017. En tant que productrice interne de Big Hit Music, elle coécrit également des chansons pour TXT et GFriend,. Elle quitte le label en 2020.
Le 25 octobre 2021, il est révélé qu'Adora a signé un contrat d'exclusivité avec Aura Entertainment,. Elle fait officiellement ses débuts en tant que chanteuse le 5 novembre avec la sortie du single Make U Dance, une collaboration avec Dingo Music. Elle a inclut Eunha en featuring dans son premier single en raison de leur différence de timbre de voix.
En 2021, la Recording Academy désigne Adora comme l'une des cinq auteurs-compositeurs et producteurs de K-pop qui ont « défini 2021 » en laissant leur empreinte dans le monde entier. New Musical Express l'a également désignée comme l'une des nouvelles artistes à surveiller en 2022.

## Discographie

### Singles
| Titre | Année |                                  |      |
| ----- | ----- | -------------------------------- | ---- |
| Titre | Année | "Make U Dance" (featuring Eunha) | 2021 |

## Écriture/composition

### Œuvres en solo
| Année | Album            | Chanson                        | Paroles | Paroles                  | Musique | Musique              |
| Année | Album            | Chanson                        | Crédité | Avec                     | Crédité | Avec                 |
| ----- | ---------------- | ------------------------------ | ------- | ------------------------ | ------- | -------------------- |
| 2021  | Non-album single | Make U Dance (featuring Eunha) | Oui     | Seo Ji-eum, Seo Jeong-ah | Oui     | Strawberrybananaclub |

### Artistes deHybe Labels'
| Année | Artiste(s) | Album                             | Chanson                                 | Écriture/composition | Écriture/composition | Production | Production                                                                             |
| Année | Artiste(s) | Album                             | Chanson                                 | Crédité              | Avec | Crédité    | Avec                                                                                   |
| ----- | ---------- | --------------------------------- | --------------------------------------- | -------------------- | --- | ---------- | -------------------------------------------------------------------------------------- |
| 2016  | BTS        | Wings                             | Interlude: Wings                        | Oui                  | Pdogg, RM, J-Hope, Suga | NC         | NC                                                                                     |
| 2017  | BTS        | You Never Walk Alone              | Spring Day                              | Oui                  | Pdogg, RM, hitman bang, Arlissa Ruppert, Peter Ibsen, Suga                                                                   | NC         | NC                                                                                     |
| 2017  | BTS        | You Never Walk Alone              | Not Today                               | Oui                  | Pdogg, hitman bang, RM, Supreme Boi, June                                                                                    | NC         | NC                                                                                     |
| 2017  | BTS        | You Never Walk Alone              | Outro: Wings                            | Oui                  | Pdogg, RM, J-Hope, Suga | NC         | NC                                                                                     |
| 2017  | BTS        | Love Yourself: Her                | Best of Me                              | Oui                  | Andrew Taggart, Pdogg, RM, Suga, J-Hope, hitman bang, Ray Michael Djan Jr, Ashton Foster, Sam Klempner                       | NC         | NC                                                                                     |
| 2018  | J-Hope     | Hope World                        | Blue Side (Outro)                       | Oui                  | Hiss noise, J-Hope | Oui        | Hiss noise                                                                             |
| 2018  | BTS        | Face Yourself                     | Intro: Ringwanderung                    | Oui                  | hitman bang, RM, Suga, J-Hope, Pdogg, Ray Michael Djan Jr., UTA, Ashton Foster, Andrew Taggart, Sam Klempner                 | NC         | NC                                                                                     |
| 2018  | BTS        | Love Yourself: Tear               | "134340"                                | Oui                  | Pdogg, Bobby Chung, RM, Martin Luke Brown, Orla Gartland, Suga, J-Hope                                                       | NC         | NC                                                                                     |
| 2018  | BTS        | Love Yourself: Tear               | Love Maze                               | Oui                  | Pdogg, Jordan DJ Swivel Young, Candace Nicole Sosa, RM, Suga, J-Hope, Bobby Chung, Yoon Ki-ta                                | NC         | NC                                                                                     |
| 2018  | BTS        | Love Yourself: Tear               | Magic Shop                              | Oui                  | Jungkook, Hiss noise, RM, DJ Swivel, Candace Nicole Sosa, J-Hope, Suga                                                       | Oui        | Jungkook, Hiss noise                                                                   |
| 2018  | BTS        | Love Yourself: Tear               | So What                                 | Oui                  | Pdogg, hitman bang, RM, Suga, J-Hope                                                                                         | NC         | NC                                                                                     |
| 2018  | BTS        | Love Yourself: Answer             | Euphoria                                | Oui                  | DJ Swivel, Candace Nicole Sosa, Melanie Joy Fontana, hitman bang, Supreme Boi, RM                                            | NC         | NC                                                                                     |
| 2018  | BTS        | Love Yourself: Answer             | Epiphany                                | Oui                  | hitman bang, Slow Rabbit | NC         | NC                                                                                     |
| 2018  | RM         | Mono                              | Forever Rain                            | Oui                  | RM, Hiss noise | Oui        | RM, Hiss noise                                                                         |
| 2019  | TXT        | The Dream Chapter: Star           | Our Summer                              | Oui                  | The Futuristics, Delacey, Jesse St John, Shae Jacobs, hitman bang                                                            | NC         | NC                                                                                     |
| 2019  | BTS        | Map of the Soul: Persona          | Home                                    | Oui                  | Pdogg, RM, Lauren Dyson, Tushar Apte, Suga, J-Hope, Krysta Youngs, Julia Ross, Bobby Chung, Song Jae-kyoung                  | NC         | NC                                                                                     |
| 2019  | TXT        | Non-album single                  | Our Summer (Acoustic mix                | Oui                  | The Futuristics, Delacey, Jesse St John, Shae Jacobs, "hitman" bang                                                          | NC         | NC                                                                                     |
| 2019  | V          | Non-album release                 | Winter Bear'                            | Oui                  | Hiss noise, RM, V | Oui        | Hiss noise                                                                             |
| 2019  | J-Hope     | Non-album single                  | Chicken Noodle Soup (featuring Becky G) | Oui                  | JINBO, Supreme Boi, J-Hope, Brasa, Pdogg, Becky G                                                                            | NC         | NC                                                                                     |
| 2019  | TXT        | The Dream Chapter: Magic          | Roller Coaster                          | Oui                  | Sam Klempner, Jacob Attwooll, Supreme Boi, Slow Rabbit, hitman bang, Hueningkai, El Capitxn, Bobby Chung                     | NC         | NC                                                                                     |
| 2019  | TXT        | The Dream Chapter: Magic          | Poppin' Star                            | Oui                  | Shae Jacobs, Lauren Amber Aquilina, hitman bang, Jeong Su-kyoung, Song Jae-kyoung                                            | NC         | NC                                                                                     |
| 2019  | TXT        | The Dream Chapter: Magic          | Can't We Just Leave the Monster Alive?  | Oui                  | Wonderkid, Shinkung, Melanie Joy Fontana, Michel Lindgren Schulz, hitman bang, Joni, Jeong Su-kyoung                         | NC         | NC                                                                                     |
| 2019  | TXT        | The Dream Chapter: Magic          | "20cm"                                  | Oui                  | Jordan Kyle, Shin Hyuk, Jayrah Gibson, danke, Slow Rabbit, hitman bang, Supreme Boi, Hiss noise, Bobby Chung, Joni           | NC         | NC                                                                                     |
| 2020  | GFriend    | Labyrinth                         | Labyrinth                               | Oui                  | hitman bang, Jo Yoon-kyoung, Noh Joo-hwan, Sophia Pae                                                                        | Oui        | Noh Joo-hwan, Lee Won-jong, Kim Jeong-woo, Frants, Sophia Pae, Carlos K., Kim Yeon-seo |
| 2020  | BTS        | Map of the Soul: 7                | Friends                                 | Oui                  | Pdogg, Jimin, Supreme Boi, Martin Sjølie, Stella Jang                                                                        | NC         | NC                                                                                     |
| 2020  | BTS        | Map of the Soul: 7                | Moon                                    | Oui                  | Slow Rabbit, RM, Jin, DJ Swivel, Candace Nicole Sosa, Mikael Daniel Caesar, Alex Ludwig Lindell                              | NC         | NC                                                                                     |
| 2020  | V          | Itaewon Class Original Soundtrack | Sweet Night                             | Oui                  | Hiss noise, V, Melanie Joy Fontana, Michel Lindgren Schulz                                                                   | NC         | NC                                                                                     |
| 2020  | TXT        | Non-album release                 | Sweat                                   | Oui                  | Slow Rabbit, Yeonjun, Revin, Taehyun, Beomgyu, Hueningkai, Soobin                                                            | NC         | NC                                                                                     |
| 2020  | TXT        | The Dream Chapter: Eternity       | Maze in the Mirror                      | Oui                  | Slow Rabbit, Yeonjun, Beomgyu, Hueningkai, Soobin, Taehyun                                                                   | NC         | NC                                                                                     |
| 2020  | TXT        | Minisode1: Blue Hour              | Way Home                                | Oui                  | Wonderkid, Shinkung, Sofia Kay, hitman bang, Melanie Joy Fontana, Michel Lindgren Schulz, Bobby Chung, Nu'Maker, danke, Joni | NC         | NC                                                                                     |
| 2021  | J-Hope     | Non-album release                 | Blue Side                               | Oui                  | J-Hope, Hiss noise | Oui        | Hiss noise                                                                             |

### Autres artistes
| Year | Artist(s)    | Album              | Song       | Lyrics   | Lyrics                            | Music    | Music               |
| Year | Artist(s)    | Album              | Song       | Credited | With                              | Credited | With                |
| ---- | ------------ | ------------------ | ---------- | -------- | --------------------------------- | -------- | ------------------- |
| 2013 | Topp Dogg    | Dogg's Out         | Playground | NC       | NC                                | Oui      | Kim Dong-hwi, Kidoh |
| 2020 | Kim Soo-chan | Soochan Song Party | Hip        | Oui      | Ahn Soo-ji, danke (lalala Studio) | NC       | NC                  |